# يو إف سي على إي إس بي إن: تايرا ضد بارك
يو إف سي على إي إس بي إن: تايرا ضد بارك (بالإنجليزية: UFC on ESPN: Albazi vs. Taira) (المعروف أيضًا باسم يو إف سي على إي إس بي إن 71 ويو إف سي فيغاس 108) هو حدث لفنون القتال المختلطة نظّمته يو إف سي، وأُقيم في 2 أغسطس 2025، على يو إف سي أبيكس في إنتربرايز، نيفادا، وهي جزء من منطقة لاس فيغاس الحضرية، الولايات المتحدة.

## الخلفية
كان من المقرر أن يتصدر الحدث نزال في وزن الذبابة بين أمير البازي وتاتسرو تايرا. ومع ذلك، قبل أسبوع واحد من هذا الحدث، انسحب البازي بسبب الإصابة واستعيض عنه بالفائز في الطريق إلى يو إف سي الموسم 1 في وزن الذبابة بارك هيون سونغ، الذي كان من المقرر في الأصل أن يُنافس بعد أسبوع ضد المتحدي السابق على لقب بطولة يو إف سي لوزن الذبابة، ستيف إرسيغ.

## الجوائز الإضافية
تلقى المقاتلون التاليون مكافآت بقيمة 50،000 دولار.
- قتال الليلة: كريس دنكان ضد ماتيوش رينبيتسكي وإستيبان ريبوفيكس ضد إلفيس برينر
- أداء الليلة: الجائزة لم تُمنح.